# Mbule (Tombel)
Pour les articles homonymes, voir Mbule.
Mbule (ou Mbulle) est un village du Cameroun situé dans le département du Koupé-Manengouba et la Région du Sud-Ouest, en pays bakossi. Il fait partie de la commune de Tombel.

## Géographie
Mbule est situé au nord de Tombel dans la région Sud-Ouest, sur les pentes du Mont Koupé à 4° 48' 14 Nord de latitude et 9° 40' 7 Est de longitude .

## Population
Lors du recensement de 2005, le village comptait 350 habitants.

## Histoire et environnement
Le 31 décembre 1966, un Land Rover a été attaqué par des inconnus près de Mbule. Quatre passagers ont été tués, dont trois Bakossi. L'incident a aussitôt déclenché des tensions meurtrières entre les Bakossi et les migrants Bamiléké. 
En 1979, un spécimen unique de Ardisia koupensis a été trouvé sur les pentes occidentales du Mont Koupé, juste au-dessus de Mbule. Depuis lors, cette plante a été trouvée dans deux autres endroits localisés sur la montagne au-dessus du village Kupe. La plante Ardisia koupensis, qui pousse dans les sous-étages des mi-altitudes aux forêts sous-montagneuses à couvert fermé, est classée depuis 2004 sur la liste rouge de l'UICN des espèces menacées d'extinction. 

C'est également à Mbule qu'on a identifié en 2011 une herbe endémique très rare, Afrothismia fungiformis.
Le mont Koupé était autrefois couvert de forêts au-dessus de 300 mètres environ, mais l'agriculture a progressivement empiété sur la préservation des forêts. Près de Mbule, la forêt a maintenant disparu jusqu'à 1 000 mètres environ. 
En 2008, les jeunes agriculteurs avaient commencé à planter des palmiers à huile dans le village Mbule, mais ils ne possèdent pas une unité de transformation, et manquent d'engrais et de produits chimiques. Ils ont également besoin des sources de financement pour leur développement.